# Audiologie
Die Audiologie (von lateinisch audire, ‚hören‘, und griechisch logos, ‚Lehre‘) befasst sich mit allen Aspekten der auditiven Wahrnehmung, d. h. der Erforschung von Hören mit allen damit zusammenhängenden Phänomenen sowie der Prävention, Diagnostik und Behandlung von Hörstörungen. Es handelt sich um ein junges multidisziplinäres Arbeitsgebiet, das nach dem Zweiten Weltkrieg entstanden ist.

## Ziele und audiologische Fachdisziplinen
Die Audiologie umfasst verschiedene Wissenschaftsdisziplinen und Berufsgruppen. Das Spektrum reicht von der Medizin, den Naturwissenschaften und den Geisteswissenschaften über die Gehörlosenpädagogik und therapeutischen Berufsgruppen hin zu den Ingenieurwissenschaften, der Hörakustik und weiteren medizinisch-technischen Assistenzberufen. Dabei ist jeder Hörakustiker mit seinem Handwerk in einem Teilbereich der Audiologie tätig, aber nicht jeder Audiologe ist auch Hörakustiker, da Hörakustiker in Deutschland eine reglementierte und geschützte Berufsbezeichnung ist.
Die Beiträge aus der Physik, Biologie und Psychologie zur Audiologie richten sich schwerpunktmäßig auf die biologisch-physiologischen Grundlagen des Hörens sowie auf Forschungen zur Verarbeitung komplexer Schalle wie Sprache. Mit der Psychoakustik hat sich ein Teilgebiet der Psychophysik herausgebildet, das den Zusammenhang von physikalischen Messgrößen und menschlicher Wahrnehmung systematisch erforscht. So ist die Entwicklung und Weiterentwicklung von Testverfahren für die Beurteilung des Hörvermögens, die Audiometrie, ein wichtiger Kernbereich der audiologischen Forschung. Die Medizin ist besonders mit den Teilgebieten Hals-Nasen-Ohren-Heilkunde, Phoniatrie, Pädaudiologie und Arbeitsmedizin an der Erforschung von Hörstörungen und maßgeblich an der Diagnostik und Behandlung von Hörstörungen beteiligt. In der audiologischen Patientenversorgung besteht eine enge Zusammenarbeit mit pädagogisch-therapeutischen Berufsgruppen, beispielsweise aus der Gehörlosenpädagogik und Logopädie, insbesondere aber mit der Hörakustik. Die Hörakustik ist schwerpunktmäßig mit der apparativen Versorgung von Hörverlusten sowie der Pflege und Kontrolle von Hörhilfen wie Hörgeräten und Cochlea-Implantaten befasst. Der ingenieurwissenschaftliche Beitrag zur Audiologie besteht in der Entwicklung von technischen Lösungen sowohl für das beeinträchtige Gehör wie für das normale und gesunde Gehör.
1996 wurde Deutschland die Deutsche Gesellschaft für Audiologie (DGA) gegründet. Sitz der Geschäftsstelle der DGA ist Oldenburg (Oldb). Die DGA ist Herausgeberin der Zeitschrift für Audiologie. Ausgewählte Fachbeiträge werden seit 2019 zusätzlich in dem deutsch- und englischsprachigen Fachjournal mit Peer-Review GMS Zeitschrift für Audiologie – Audiological Acoustics unter Open-Access-Lizenz veröffentlicht.

## Studienprogramme mit audiologischem Schwerpunkt
In Deutschland werden an drei Hochschulen Bachelor- und Master-Studiengänge angeboten, die für eine Tätigkeit in audiologischen Berufsbereichen qualifizieren.
Bachelor-Studiengänge (B. Sc.):
- Hörtechnik und Audiologie an der Jade Hochschule in Oldenburg (Oldb) gemeinsam mit der Universität Oldenburg
- Audiologie und Hörakustik an der Hochschule Aalen
- Hörakustik an der Technischen Hochschule Lübeck in Kooperation mit der Akademie für Hörakustik

Master-Studiengänge (M. Sc.):
- Hörtechnik und Audiologie an der Universität Oldenburg gemeinsam mit der Jade Hochschule Oldenburg (Oldb)
- Hörakustik und Audiologische Technik an der Universität Lübeck gemeinsam mit der Technischen Hochschule Lübeck
- Health Technology Management an der Hochschule Aalen

Diese Studienprogramme unterscheiden sich in ihrem Profil und den Zugangsvoraussetzungen. Die Studiengänge der Hochschulen Aalen und Lübeck sind schwerpunktmäßig auf die Hörakustik, die Hörhilfenversorgung und -entwicklung ausgerichtet. Die Studiengänge der Jade Hochschule und der Universität Oldenburg sind inhaltlich breit gefächert und bieten Spezialisierungen im Verlauf des Studiums.